# Liste estnischer Generale und Admirale
Die Übersicht der estnischen Generale und Admirale enthält alle Offiziere der Dienstgradgruppe Generale der Streitkräfte der Republik Estland.

## 1918–1940

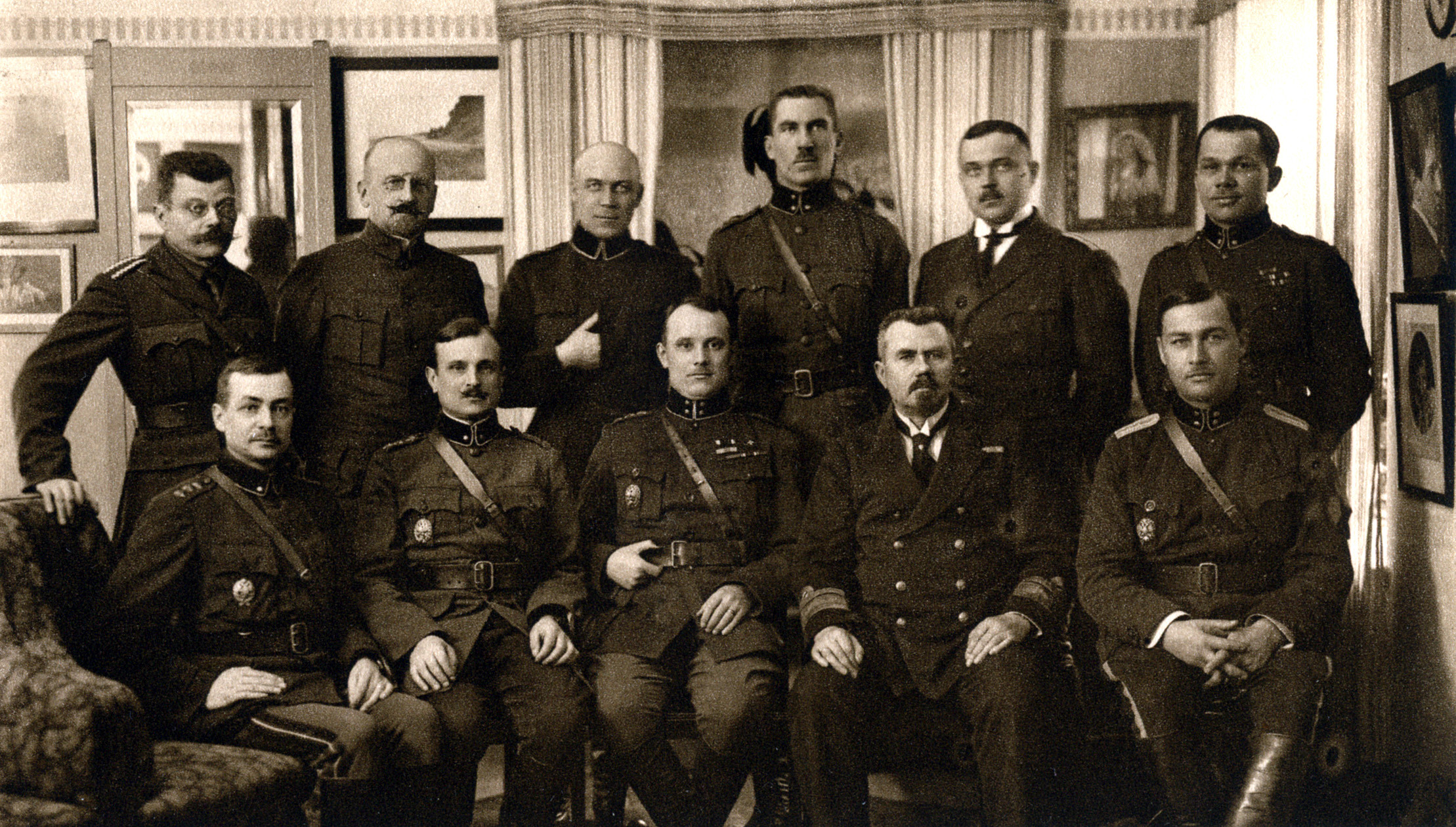
Estnisches Oberkommando (1920)

| Name                                | Bereich              | Dienstgrad      | Bemerkungen                   |
| ----------------------------------- | -------------------- | --------------- | ----------------------------- |
| Aleksander Tõnisson                 | Heer                 | Generalmajor    |                               |
| Ernst Põdder                        | Nationalgarde/Heer   | Generalmajor    |                               |
| Andres Larka                        | Nationalgarde/Heer   | Generalmajor    |                               |
| Johan Laidoner                      | Heer                 | General         | Befehlshaber der Streitkräfte |
| Jaan Soots                          | Heer                 | Generalmajor    |                               |
| Johan Pitka                         | Nationalgarde/Marine | Konteradmiral   |                               |
| Otto Heinze                         | Heer                 | Generalmajor    |                               |
| Dimitri Lebedev                     | ?                    | Generalmajor    |                               |
| Paul Lill                           | Heer                 | Generalleutnant |                               |
| Juhan Tõrvand                       | Heer                 | Generalmajor    |                               |
| Nikolai Reek                        | Heer                 | Generalleutnant |                               |
| Gustav Jonson                       | Heer                 | Generalmajor    | Befehlshaber der Streitkräfte |
| Johannes Orasmaa                    | Heer                 | Generalmajor    |                               |
| Tõnis Rotberg                       | Heer                 | Generalmajor    |                               |
| Hermann Aleksander Eduard von Salza | Marine               | Konteradmiral   |                               |
| Rudolf Reimann                      | ?                    | Generalmajor    |                               |
| Hans Leesment                       | ?                    | Generalmajor    |                               |
| Herbert Brede                       | Heer                 | Generalmajor    |                               |
| Nikolai Helk                        | ?                    | Generalmajor    |                               |
| Aleksander Jaakson                  | Heer                 | Generalmajor    |                               |

## 1944
| Name       | Bereich | Dienstgrad   | Bemerkungen                   |
| ---------- | ------- | ------------ | ----------------------------- |
| Jaan Maide | Heer    | Generalmajor | Befehlshaber der Streitkräfte |

## Seit 1993

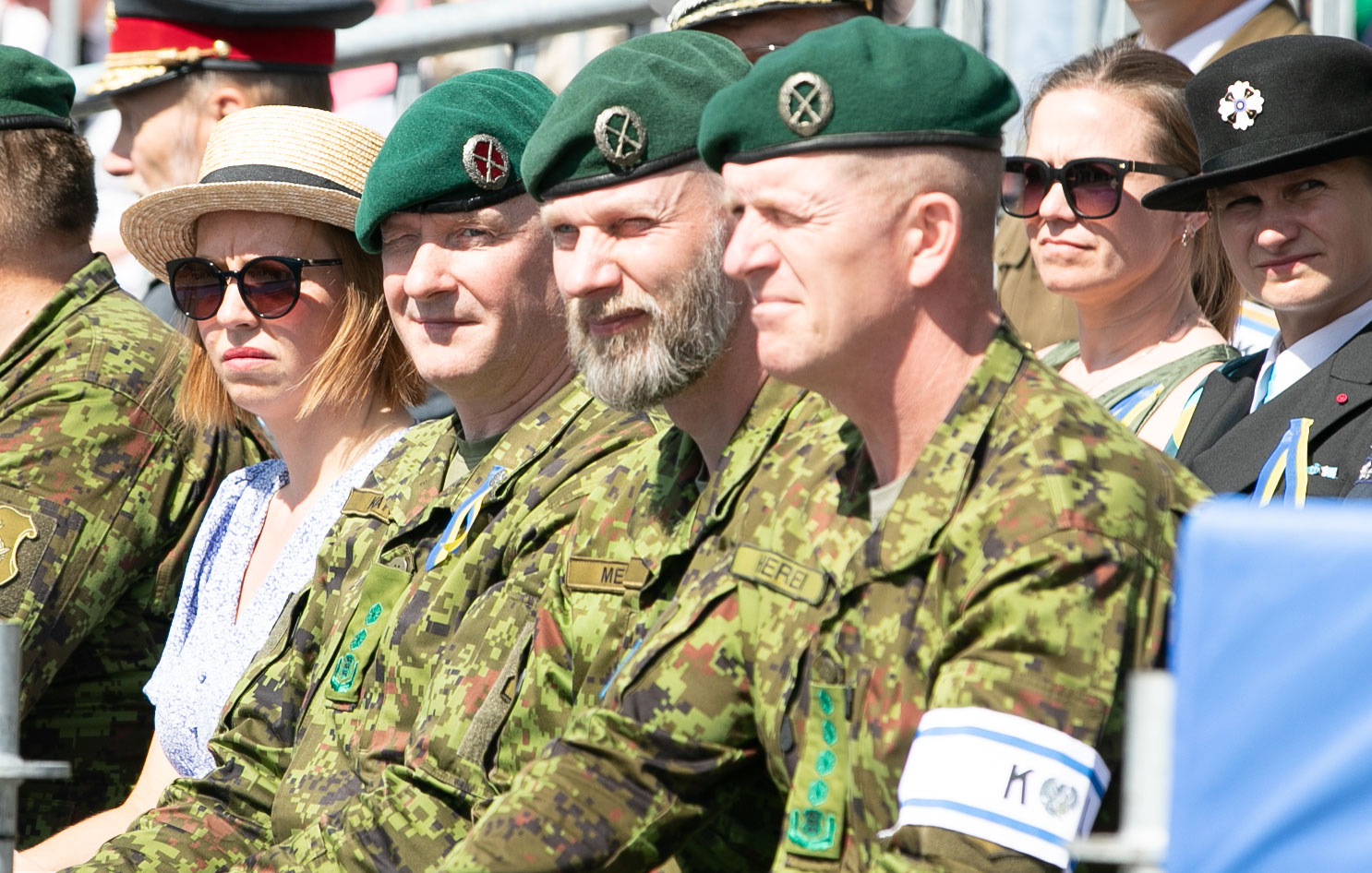
Andrus Merilo (Mitte) und sein Amtsvorgänger Martin Herem (rechts)

| Name               | Bereich            | Dienstgrad        | Bemerkungen                                                    |
| ------------------ | ------------------ | ----------------- | -------------------------------------------------------------- |
| Aleksander Einseln | Heer               | General           | Befehlshaber der Streitkräfte                                  |
| Johannes Kert      | Nationalgarde      | Generalleutnant   | Befehlshaber der Streitkräfte                                  |
| Tarmo Kõuts        | –                  | Vizeadmiral       | Befehlshaber der Streitkräfte, zuvor Chef des Grenzschutzamtes |
| Ants Laaneots      | Heer               | General           | Befehlshaber der Streitkräfte                                  |
| Märt Tiru          | Heer               | Brigadegeneral    |                                                                |
| Teo Krüüner        | Luftstreitkräfte   | Generalmajor      |                                                                |
| Alar Laneman       | Heer               | Brigadegeneral    |                                                                |
| Vello Loemaa       | Luftstreitkräfte   | Generalmajor      |                                                                |
| Valeri Saar        | Luftstreitkräfte   | Generalmajor      |                                                                |
| Urmas Roosimägi    | Heer               | Brigadegeneral    |                                                                |
| Neeme Väli         | Nationalgarde      | Generalmajor      |                                                                |
| Meelis Kiili       | Heer/Nationalgarde | Generalmajor      |                                                                |
| Riho Terras        | Heer               | General           | Befehlshaber der Streitkräfte                                  |
| Indrek Sirel       | Heer               | Generalmajor      |                                                                |
| Peeter Hoppe       | Heer               | Brigadegeneral    |                                                                |
| Artur Tiganik      | Heer               | Brigadegeneral    |                                                                |
| Igor Schvede       | Marine             | Konteradmiral     |                                                                |
| Martin Herem       | Heer               | General           | Befehlshaber der Streitkräfte                                  |
| Veiko-Vello Palm   | Heer               | Generalmajor      |                                                                |
| Riho Ühtegi        | Heer/Nationalgarde | Generalmajor      |                                                                |
| Jüri Saska         | Marine             | Flottillenadmiral |                                                                |
| Enno Mõts          | Heer               | Generalmajor      |                                                                |
| Ilmar Tamm         | Heer               | Generalmajor      |                                                                |
| Rauno Sirk         | Luftstreitkräfte   | Generalmajor      |                                                                |
| Vahur Karus        | Heer               | Generalmajor      |                                                                |
| Jaak Tarien        | Luftstreitkräfte   | Brigadegeneral    |                                                                |
| Toomas Susi        | Luftstreitkräfte   | Brigadegeneral    |                                                                |
| Andrus Merilo      | Heer               | Generalleutnant   | Befehlshaber der Streitkräfte                                  |
| Viktor Kalnitski   | Nationalgarde/Heer | Brigadegeneral    |                                                                |
| Ivo Värk           | Marine             | Flottillenadmiral |                                                                |
| Mait Müürisepp     | Heer               | Brigadegeneral    |                                                                |
| Eero Rebo          | Heer/Nationalgarde | Brigadegeneral    |                                                                |
| Riivo Valge        | Luftstreitkräfte   | Brigadegeneral    |                                                                |